# PlayStation (máy trò chơi điện tử)
PlayStation (Tên tiếng Nhật: プレイステーション (Pureisutēshon), tên tắt chính thức là PS) là một hệ máy sử dụng tay cầm điều khiển phát triển và đưa ra thị trường bởi Sony Computer Entertainment. Nó được sáng tạo và thuộc quyền sở hữu của Sony Interactive Entertainment kể từ ngày 3 tháng 12 năm 1994 với sự ra mắt của PlayStation gốc tại Nhật Bản. Những chiếc máy đầu tiên phát hành tại Nhật Bản vào ngày 3 tháng 12 năm 1994, và tại Bắc Mỹ và châu Âu vào tháng 9 năm 1995. PlayStation là hệ máy đầu tiên trong dòng console và thiết bị chơi game cầm tay PlayStation. Là một phần của thế hệ máy cầm tay thứ sáu, nó từng cạnh tranh chủ yếu với Nintendo 64 và Sega Saturn. Năm 2000, một phiên bản tái thiết kế "mỏng" gọi là PSone ra lò, thay thế máy console vỏ xám đầu tiên và được đặt cho cái tên thích hợp này để tránh nhầm lẫn với hệ máy kế nhiệm PlayStation 2.
PlayStation là "nền tảng giải trí máy tính" đầu tiên trên thế giới bán được 100 triệu bản, đạt được sau 9 năm 6 sáng kể từ thời điểm ra mắt. Chất lượng đồ họa 3 chiều và giao diện điều khiển mượt mà của nó cũng được các nhà phê bình ca ngợi. Tổng giám đốc Microsoft, Bill Gates, ưa chuộng hệ máy này của Sony hơn là Saturn của Sega, ông nói "nhà thiết kế trò chơi của chúng tôi thích các máy Sony".
Đời sau của PlayStation là PlayStation 2, tương thích ngược với đời máy trước ở chỗ nó có thể dùng để chơi hầu hết các game PlayStation. Chiếc máy PSone cuối cùng được bán ra vào mùa đông năm 2004 trước khi nó được cho ngưng sản xuất, với tổng cộng 102 triệu bản bán thành công sau 10 năm. Những trò chơi dành cho PlayStation tiếp tục được bán ra cho đến khi Sony ngưng phát triển game PlayStation vào ngày 23 tháng 3 năm 2006 – 11 năm sau khi chiếc máy này ra mắt, và trước khi PlayStation 3 được tung ra sau đó một năm.